# Houssem Tabboubi
Houssem Tabboubi ou Houssem Eddine Tabboubi, né le 16 octobre 1991 à Tunis, est un footballeur tunisien. Il évolue au poste de milieu défensif à Al Murooj.

## Biographie
Il inscrit un but dans le championnat de Tunisie lors de la saison 2014-2015.

## Carrière
- 2011-juillet 2014 : Espérance sportive de Tunis (Tunisie)
  - août 2012-juin 2013 : Stade gabésien (Tunisie), prêt
  - juillet 2013-juin 2014 : Grombalia Sports (Tunisie), prêt
- juillet 2014-juillet 2015 : Avenir sportif de Gabès (Tunisie)
- juillet 2015-janvier 2016 : Stade gabésien (Tunisie)
- janvier-juillet 2016 : Jeunesse sportive kairouanaise (Tunisie)
- juillet 2016-janvier 2017 : Union sportive monastirienne (Tunisie)
- janvier-août 2017 : Olympique de Béja (Tunisie)
- août 2017-août 2018 : Union sportive de Ben Guerdane (Tunisie)
- août 2018-juin 2019 : Abha Club (Arabie saoudite)
- juin-décembre 2019 : Hetten FC (en) (Arabie saoudite)
- janvier-juin 2020 : Al Jeel Club (en) (Arabie saoudite)
- septembre-décembre 2020 : Al-Mesaimeer SC (en) (Qatar)
- février-juillet 2021 : Étoile sportive de Métlaoui (Tunisie)
- juillet 2021-octobre 2022 : Étoile olympique de Sidi Bouzid (Tunisie)
- octobre 2022-mars 2024 : Al-Rawdhah Club (en) (Arabie saoudite)
- depuis mars 2024 : Al Murooj (Libye)